# Kościół Dobrego Pasterza w Konojadach
Kościół Dobrego Pasterza w Konojadach – rzymskokatolicki kościół filialny należący do parafii św. Apostołów Piotra i Pawła w Lembargu (dekanat Jabłonowo Pomorskie diecezji toruńskiej).
Jest to świątynia wzniesiona dzięki kredytom przez niemieckich kolonistów w latach 1896–1898. Kościół należał do gminy ewangelicko-augsburskiej aż do 1945 roku. Neogotycką budowlę Polska Ludowa wykorzystywała aż do 1971 roku jako magazyn do składowania zboża, nawozów sztucznych, materiałów budowlanych. Świątynia została przejęta przez Kościół katolicki 9 lutego 1981 roku. Po przeprowadzonym remoncie kapitalnym w 1982 roku, kościół został poświęcony przez biskupa chełmińskiego Mariana Przykuckiego i oddany wiernym jako świątynia filialna parafii w Lembargu. Prace adaptacyjno-remontowe były prowadzone jeszcze kilka lat po poświęceniu kościoła. Zrekonstruowane zostały witraże, naprawiony został dach, kupione zostały trzy nowe dzwony, ławki, konfesjonały, wyposażenie zakrystii, została założona instalacja elektryczna, wymienione zostały niemal wszystkie drzwi.